# Marspich
Marspich [maʁspiʃ] est une ancienne commune française du département de la Moselle. Commune indépendante jusqu'en 1971, Marspich constitue désormais un quartier de Hayange.
Ses habitants sont au nombre de 8 497 en 1968.

## Géographie
Marspich est situé dans le pays thionvillois à 8 km au Sud-Ouest de Thionville et à 1,5 km au Nord-Est de Hayange.
Cette ancienne commune est traversée par la route D57 et par le ruisseau le Marspich (qui se jette dans la Fensch) ; elle est délimitée à l'Est et au Sud par la route D13, la ligne de Mohon à Thionville fait également office de frontière au Sud.
Depuis les années 1990, des épisodes d’inondations sont fréquents sur le versant Sud de Marspich.

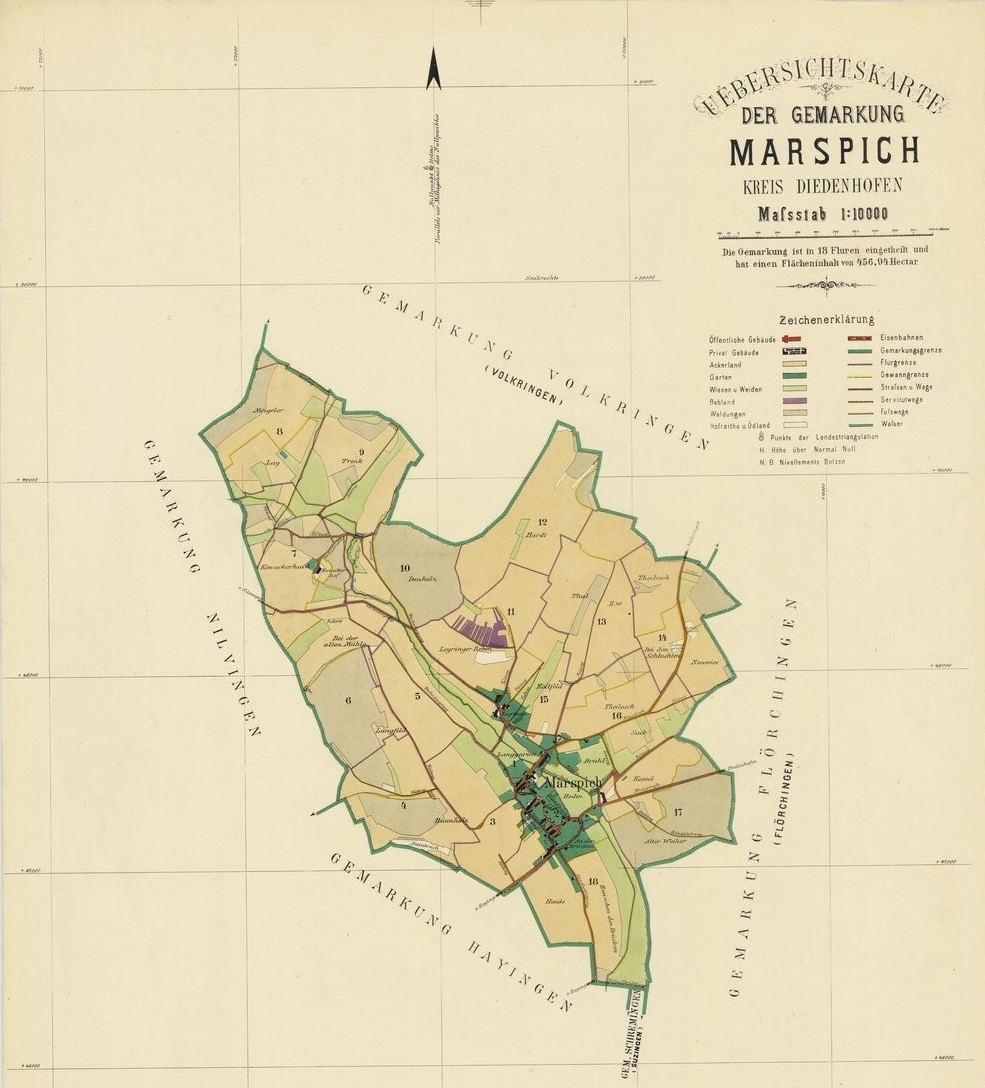
Plan cadastral de Marspich en 1893.

## Toponymie
- Mentionné : Marxbach en 821[2], Marspect en 875[3], Marspach en 962[3], Marsehbach en 1681[3], Marsbach et Marspach en 1686[3], Maspich au XVIIe siècle[3], Marspich en 1793[4].
- Maaschpich[5] et Maaschpéch en francique lorrain, Machpi[5] en lorrain roman.

## Histoire
Marspich était jadis une dépendance de la seigneurie de Florange.
Ce village faisait partie des Trois-Évêchés après le traité des Pyrénées de 1659 (bailliage et coutume de Thionville). Sur le plan spirituel, il était le siège d'une cure de l'archiprêtré de Thionville qui dépendait de l’abbaye Sainte-Glossinde de Metz.
Lors de la guerre de Trente Ans (1618-1648), Marspich (à l'époque : Marschbach) fut totalement anéanti et réduit à un désert. De par le fait, ce village fut repeuplé et cela en grande partie par des familles de la province de Liège. Ces nouveaux habitants, qui parlaient Wallon, étaient désorientés dans un secteur ou la langue francique prévalait et ne s'y plaisaient pas ; ils demandèrent d'ailleurs en 1687 à avoir un prêtre du diocèse de Liège. Les différences de langage, de coutumes et d'usages entre autochtones et ces nouveaux venus ne favorisaient guère une bonne entente.
En 1817, Marspich avait pour annexes les fermes de Leyrange et Konacker, à cette époque ce village avait un territoire productif de 442 hectares dont 81 en bois, 2 en vignes et 2 en houblonnière.
Le 13 mars 1971, la commune de Marspich est rattachée à celle de Hayange sous le régime de la fusion simple.

## Administration
| Période                                  | Période | Identité        | Étiquette | Qualité |
| ---------------------------------------- | ------- | --------------- | --------- | ------- |
|                                          |         |                 |           |         |
| 19??                                     | 1971    | Maurice Cometto |           |         |
| Les données manquantes sont à compléter. |         |                 |           |         |

## Population et société

### Démographie
En 1817, il y a 285 habitants répartis dans 45 maisons ; en 1844, il y a 416 habitants répartis dans 48 maisons.
| 1793 | 1800 | 1806 | 1821 | 1836 | 1841 | 1861 | 1866 | 1872 |
| ---- | ---- | ---- | ---- | ---- | ---- | ---- | ---- | ---- |
| 222  | 252  | 252  | 305  | 380  | 416  | 518  | 591  | 538  |

| 1876 | 1881 | 1886 | 1891 | 1896 | 1901 | 1906 | 1911  | 1921  |
| ---- | ---- | ---- | ---- | ---- | ---- | ---- | ----- | ----- |
| 507  | 505  | 590  | 662  | 691  | 805  | 922  | 1 019 | 1 085 |

| 1926  | 1931  | 1936  | 1946  | 1954  | 1962  | 1968  | - | - |
| ----- | ----- | ----- | ----- | ----- | ----- | ----- | - | - |
| 1 213 | 1 308 | 1 397 | 1 380 | 2 924 | 6 420 | 8 497 | - | - |

### Enseignement
L'école primaire Jules Verne fait partie de l'académie de Nancy-Metz en zone B.

### Sports et loisirs
- Basket Club Hayange-Marspich[12]
- Club de football : l'US Marspich[13]
- La MJC-MPT « Le Couarail », depuis 1974[14]

## Culture locale et patrimoine
La fête du mouton, une tradition du deuxième dimanche du mois d'août.

### Sobriquets
Anciens surnoms des habitants de Marspich donnés par les habitants des localités environnantes : 
- d'Maaschpécher Daboën (les dabos de Marspich)[7], ce sobriquet trouverait son origine dans le fait que Marspich a été repeuplé par des Wallons au XVIIe siècle après la guerre de Trente Ans, donc par une population qui avait une culture différente[7]
- Lés tranguyis d'fouyans (les étrangleurs de taupes)[7]
- Lés antèrous d'foûgnans (les enterreurs de taupes)[7]

### Lieux et monuments

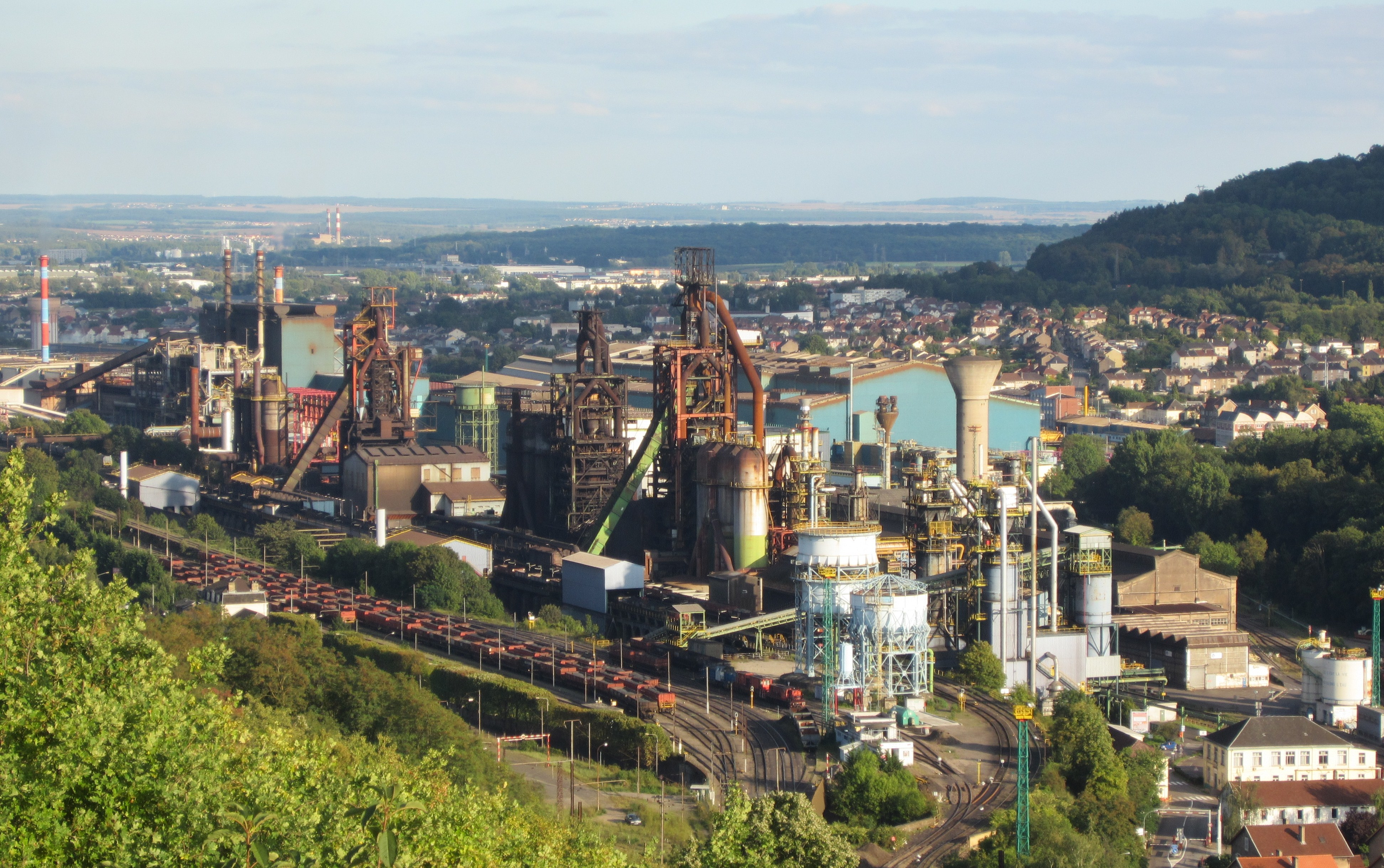
Hauts Fourneaux.
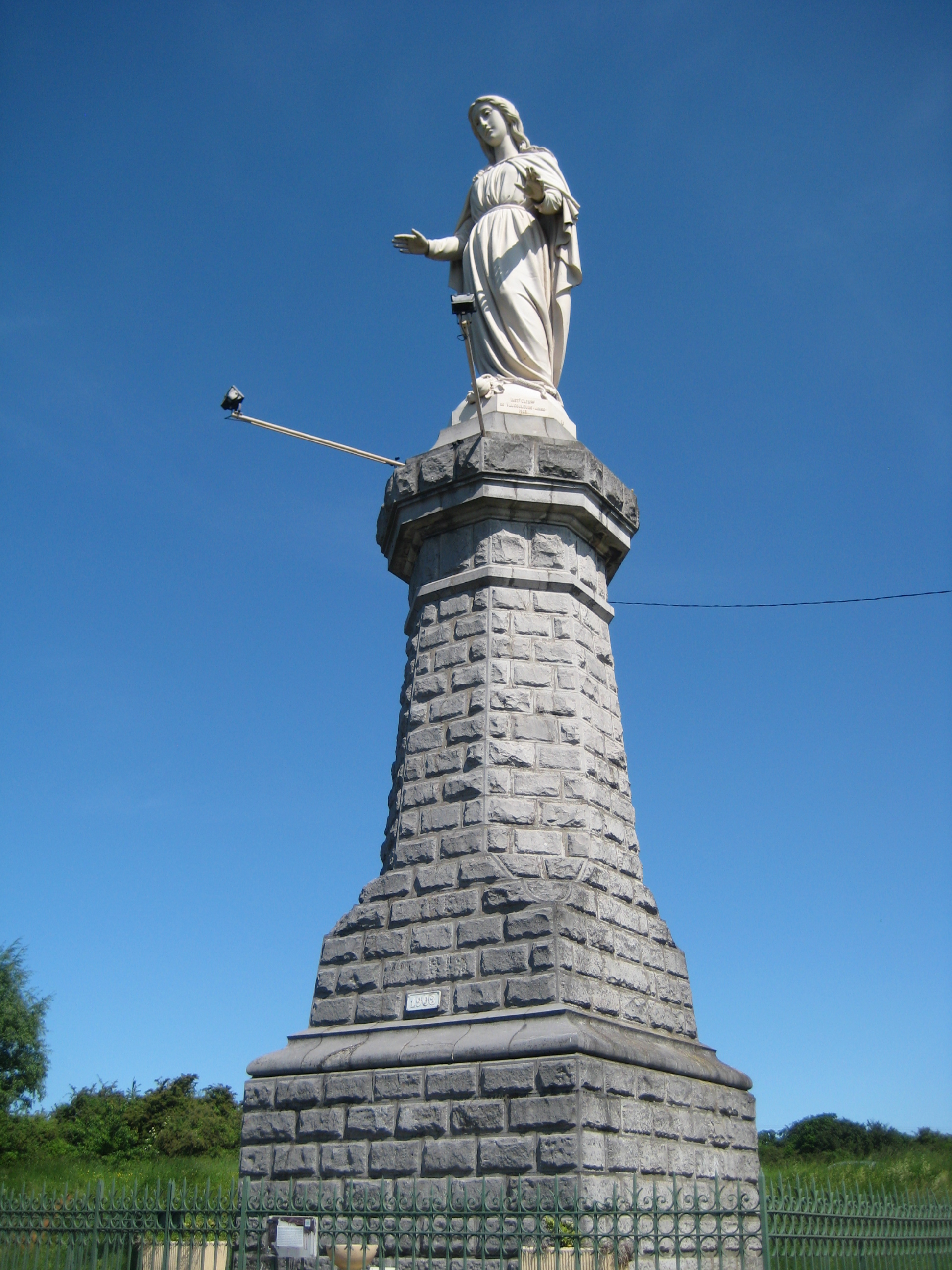
La Vierge de Marspich.

#### Édifices religieux
- Église paroissiale Saint-Sixte de 1892, elle fait partie de l'archiprêtré d'Hayange et du diocèse de Metz.
- La Vierge Marie dominant la vallée a été coulée en fonte dans les usines sidérurgiques de la commune, elle a un poids de 6 tonnes.

### Blason et héraldique
| Blason de Marspich | Blason  | D'argent au lion de gueules, à la bordure d'azur. |
| Blason de Marspich | Détails | Le blason représente un lion emblème des seigneurs de Florange, qui possédaient Marspich. La bordure, symbole de sainte Glossinde, rappelle le patronage qu'exerçait sur l'église l'abbaye messine. L'église paroissiale de 1892 a été construite par la famille de Wendel. |